# Doncaster
Doncaster (pronunciat /ˈdɒŋkəstər/) és una ciutat del Regne Unit, situada al nord-est d'Anglaterra, que juntament a les poblacions de la rodalia constitueix una àrea metropolitana (metropolitan borough). Antigament formava part del desaparegut comtat de Yorkshire, que actualment està substituït per la divisió administrativa de Yorkshire i Humber. El nom actual prové justament de Don Caster, corrupció del saxó Don Castra, que ve del llatí Castra Donum («fortí del riu Don»). La ciutat va prosperar amb la cria de cavalls, el seu mercat de bestiar i l'explotació de mines de carbó, però es va reconvertir cap a la indústria. Les seves fabriques mes destacades estan relacionades amb l'enginyeria i els motors per a vehicles. El 1909, en els inicis de l'aviació, s'hi va fer un concurs de pilots. Durant anys va ser famosa també per la producció de caramels del tipus butterscotch. Segons el cens del 2001 tenia 67.977 habitants.

## Història
Va ser fundada en el segle I pels romans sobre un assentament celta de nom Caure Daun. El fortí que van construir els romans era un lloc de control de la ruta alternativa entre Lindum i Eboracum passant pel riu Don, mentre la ruta principal era la via Earninga, que passava pel riu Humber. Els romans van preferir la de Donaster, ja que la principal era massa estreta per al trasllat de tropes i el riu no sempre era practicable. La posició de Doncaster era, en aquesta època, un lloc fronterer entre els coritans i els brigants, poble que si bé va ser client de l'Imperi Romà en els primers temps de la conquesta aviat va passar a ser un dels més bel·ligerants.
Aquest va ser l'origen a Anglaterra de la raça de cavalls anomenada Crispians, que l'exèrcit romà va portar de Crispiana, una regió de la Pannònia Superior, encara que altres creuen que el nom deriva de Crisp, fill de Constantí el Gran.

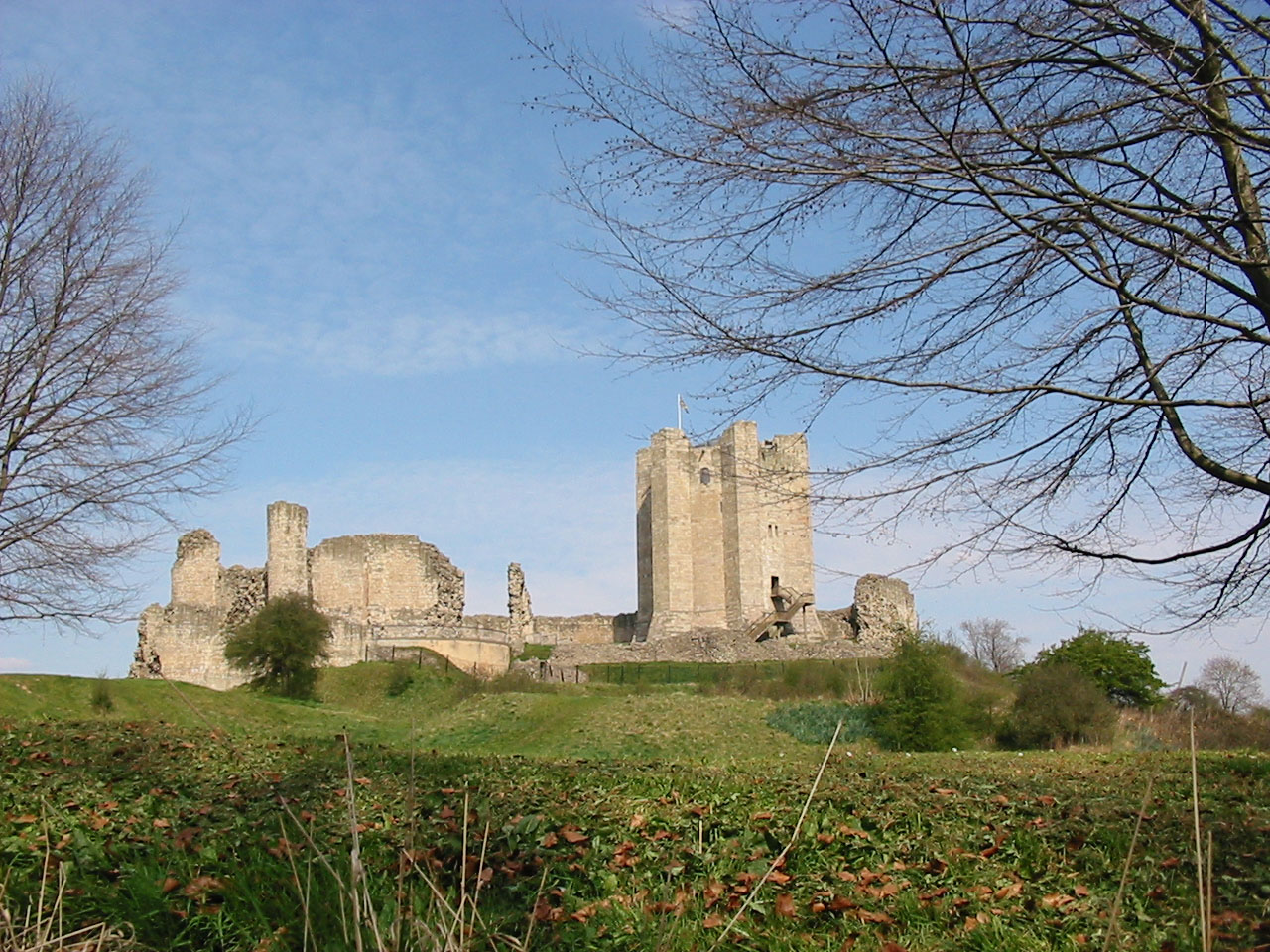
Castell de Conisbrough

Es creu que Doncaster és la Cair Daun que apareix en la Historia Brittonum, escrita per Nennius al segle ix. La ciutat és esmentada en el testament del noble Wulfric Spot, de l'any 1003. Poc després de la conquesta normanda, Nigel Fossard va manar reconstruir la muralla i fer el castell de Conisbrough. En el Domesday Book s'esment el llogaret de Hexthorpe i que hi havia una església i dos molins. L'historiador David Hey creu que, en realitat, es referia a Doncaster, ja que Hexthorpe encara existeix als afores de la ciutat. També creu que el carrer anomenat Frenchgate indica que Fossard va establir relacions comercials amb Normandia.

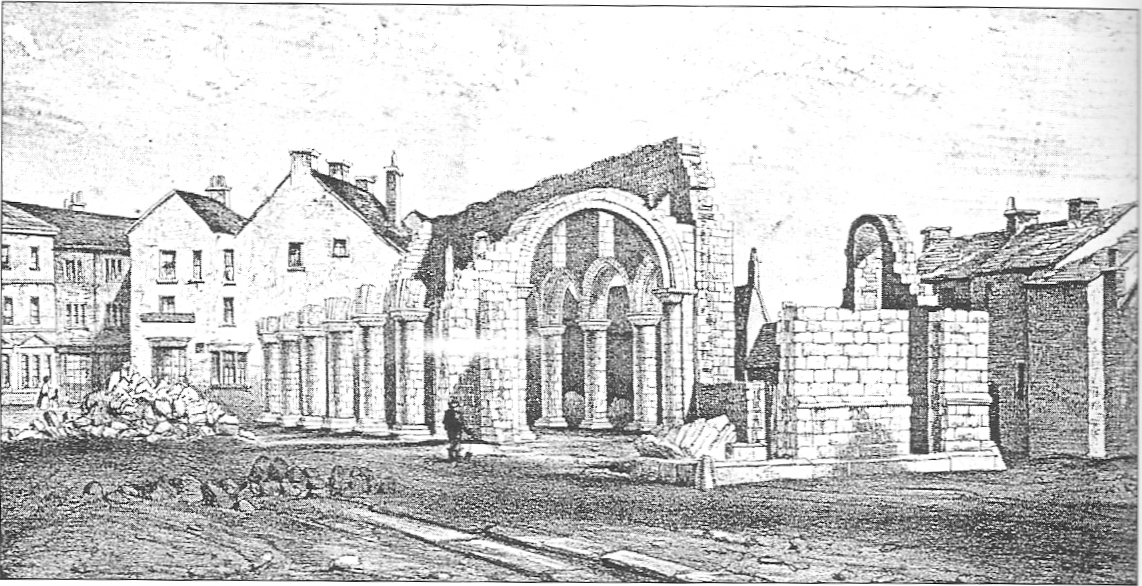
Dibuix de santa Maria Magdalena abans de la seva demolició.

L'any 1194 el rei Ricard Cor de Lleó va atorgar una carta de llibertats. El 1204, la ciutat va patir un greu incendi, probablement originat en una llar de foc, i aquest es va expandir ràpidament, ja que la majoria d'edificis eren de fusta. El 1248 es va donar permís per fer una fira de mercat, que es muntava davant de l'església de santa Maria Magdalena. Al segle xvi aquesta església es va destinar a edifici de l'ajuntament i el 1846 es va demolir. 10] Actualment encara es fa mercat però en un edifici anomenat Corn Exchange, del 1873, on també es munten parades a l'exterior.
Durant el segle xiv s'hi van establir diverses comunitats de monjos: el 1307 els franciscans (anomenat per les seves robes Greyfriars) i els carmelites (Whitefriars) arribats a mitjan segle xiv. En l'època medieval també es va fer l'hospital de sant Nicolau, la leproseria anomenada Hospital de St James, un saló de justícia (moot hall), una escola, un pont de pedra de cinc arcades amb una capella dedicada a la Mare de Déu del Pont. Pel 1334 Doncaster era la ciutat més pròspera del sud de Yorkshire, fin i tot hi havia un banquer. El 1379 la pesta negra va reduir la població a 1.500. L'octubre del 1536, l'anomenat pelegrinatge de gràcia va acabar a Doncaster. Això va ser una rebel·lió iniciada pel joier Robert Aske, que va aplegar 40.000 persones de Yorkshire contra Enric VIII en protesta per la decisió del monarca de la dissolució dels monestirs.
Molts noms de carrers de Doncaster acaben amb el sufix -gate, això és. Aquest terme gate deriva del danès antic gata, que vol dir «carrer». Durant l'edat mitjana els artesans i gent de negocis que realitzaven un mateix ofici o semblant s'instal·laven en un mateix carrer, per això trobem noms com Baxtergate, el carrer dels forners (baxter és una forma antiga de baker).

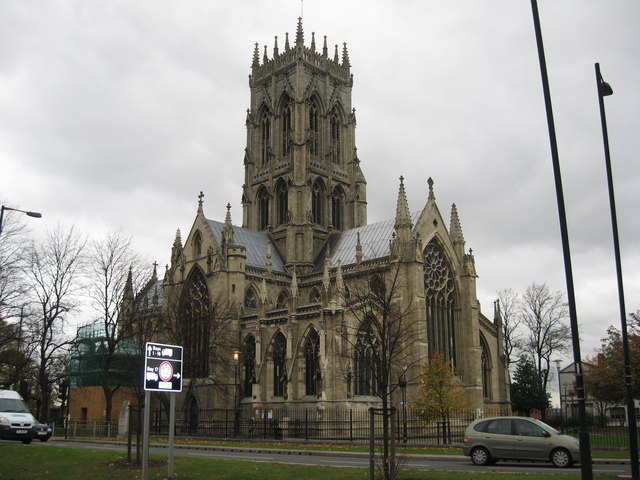
Església de Sant George, on Edward Miller en fou organista durant cinquanta anys

La ciutat estava emmurallada i per accedir-hi calia pagar un impost de duana. El 1605 el rei Jaume I va concedir el dret a cobrar la duana en els ponts dels monjos i de Santa Maria a William Levett de Doncaster, germà d'un mercader de York, Percival Levett, i aquest va ser l'inici de greus problemes a la ciutat. Els Levitt ja havien tingut el càrrec d'alcalde i la gent malfiava que volguessin tenir el monopoli. El 1618 van pujar el preu de la duana i el 1628 els ciutadans es van revoltar. El capità Christopher Levett, fill de Percival, va demanar reforços per controlar els ponts, però el Parlament s'hi va oposar i van contestar que les duanes dins un mateix país eren un greuge ja fos com a concepte o com a execució.
Durant els segles xvi i xvii l'activitat mercantil va continuar creixent, malgrat els episodis d'epidèmies dels anys 1562 i 1606, que van fer tancar temporalment el mercat. L'epidèmia del bestiar va tornar a atacar el 1865.
El 18 d'agost del 1645, durant la guerra civil anglesa, les tropes del rei Carles I d'Anglaterra van anar amb intenció d'atacar, però molta gent de Doncaster es va unir a la seva causa. El 2 de maig del 1664, la ciutat va rebre en recompensa el títol de Free Borough, de mans del rei Carles II. La ciutat va continuar prosperant i prova d'això són les moltes cases senyorials que s'hi van construir: Mansion House (al carrer major), Brodsworth Hall, Cantley Hall, Cusworth Hall, Hickleton Hall, Nether Hall i  Wheatley Hall (enderrocada el 1934). Les mines de carbó que hi ha en el seu territori van ser una font de riquesa durant la revolució industrial, però entre el 1970 i el 1980 van tancar.

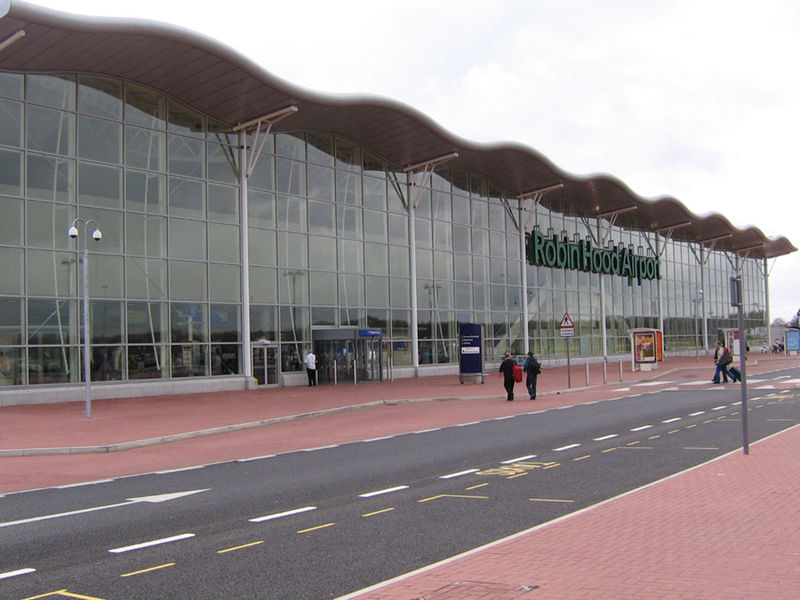
Aeroport Robin Hood.

El 17 de juny del 1909, el diari Daily Mail va convocar un concurs per al millor pilot d'aviació que volés una milla en cercle, imitació del que s'havia fet feia poc a Reims (França). Per a fer-ho l'hipòdrom de Doncaster va cedir el seu espai com a camp d'aterratge. Hi van acudir pilots de tot el món. L'americà Samuel F Cody es va nacionalitzar per poder guanyar el premi, però el seu avió es va estavellar. El 1916 l'exèrcit va crear un aeroport, per a defensar dels possibles atacs de zepelins alemanys.

## Geografia

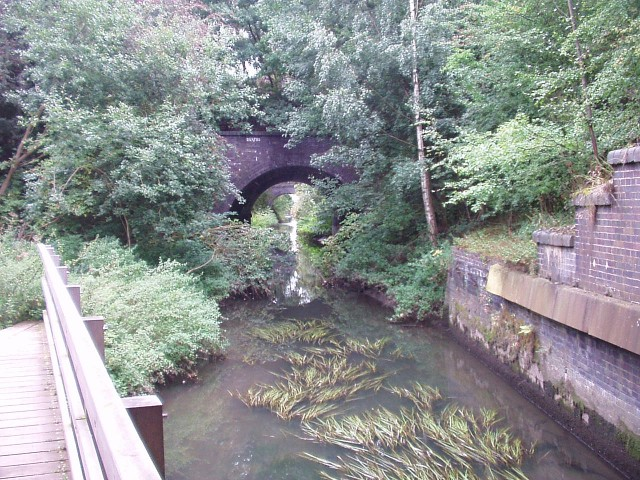
Reserva natural de Potteric Carr.

La ciutat de Doncaster està situada sobre una elevació dins de la vall del riu Don, a sotavent dels Penins.
En el seu entorn natural destaquen les seves mines de carbó i la praderia de 12 km² anomenada Potteric Carr, explotada per la pagesia des de l'antiguitat. Actualment d'aquesta praderia s'ha creat una reserva natural de 200 hectàrees. La reserva està habitada per unes 70 espècies d'aus, entre els quals: el blauet, l'arpellot de marjal, el picot garser petit i el scolopax. També s'hi poden trobar diversos tipus de papallones. Formant part de la flora de la reserva estan: la boga de fulla estreta, la carex paniculata, la calamagrostis canescens, la paradella de canyissar, la clora i la clematis. La reserva està gestionada per Yorkshire Wildlife Trust.

## Clima
El clima a Doncaster és temperat. La seva situació terra endins, l'allunya del vent procedent de la mar del Nord, mentre que la serralada dels Penins la protegeix dels vents de l'oest. Això fa que les temperatures a l'estiu no siguin tan baixes, tot i estat a la part nord del país. L'estació meteorològica més propera es la de l'aeroport militar RAF Finningley, també anomenat Robin Hood Airport, situat a 8,9 km al sud-est del centre de Doncaster i a una elevació semblant.
Generalment el dia més càlid de l'any arriba als 29.1 °C i es dona una mitjana de 12,58 dies a l'any de 25.1 °C o temperatura superior. La temperatura mínima és de −13.5 °C, enregistrada el desembre del 1981. Només hi ha registres, però, del període entre 1960–2000. S'han comptabilitzat 51,9 nits de gebrada a l'any.
Generalment es produeixen 106,9 dies a l'any d'1mm de precipitació o més. El total anual de precipitacions és lleugerament menor (560 mm) en comparació amb les zones seques del Regne Unit, a causa de la influència protectora dels Penins.
| Dades climàtiques a Finningley, elevation 17m, 1981–2010, extremes 1960–2000 | Dades climàtiques a Finningley, elevation 17m, 1981–2010, extremes 1960–2000 | Dades climàtiques a Finningley, elevation 17m, 1981–2010, extremes 1960–2000 | Dades climàtiques a Finningley, elevation 17m, 1981–2010, extremes 1960–2000 | Dades climàtiques a Finningley, elevation 17m, 1981–2010, extremes 1960–2000 | Dades climàtiques a Finningley, elevation 17m, 1981–2010, extremes 1960–2000 | Dades climàtiques a Finningley, elevation 17m, 1981–2010, extremes 1960–2000 | Dades climàtiques a Finningley, elevation 17m, 1981–2010, extremes 1960–2000 | Dades climàtiques a Finningley, elevation 17m, 1981–2010, extremes 1960–2000 | Dades climàtiques a Finningley, elevation 17m, 1981–2010, extremes 1960–2000 | Dades climàtiques a Finningley, elevation 17m, 1981–2010, extremes 1960–2000 | Dades climàtiques a Finningley, elevation 17m, 1981–2010, extremes 1960–2000 | Dades climàtiques a Finningley, elevation 17m, 1981–2010, extremes 1960–2000 | Dades climàtiques a Finningley, elevation 17m, 1981–2010, extremes 1960–2000 |
| Mes                                                                          | gen                                                                          | febr                                                                         | març                                                                         | abr                                                                          | maig                                                                         | juny                                                                         | jul                                                                          | ag                                                                           | set                                                                          | oct                                                                          | nov                                                                          | des                                                                          | anual                                                                        |
| ---------------------------------------------------------------------------- | ---------------------------------------------------------------------------- | ---------------------------------------------------------------------------- | ---------------------------------------------------------------------------- | ---------------------------------------------------------------------------- | ---------------------------------------------------------------------------- | ---------------------------------------------------------------------------- | ---------------------------------------------------------------------------- | ---------------------------------------------------------------------------- | ---------------------------------------------------------------------------- | ---------------------------------------------------------------------------- | ---------------------------------------------------------------------------- | ---------------------------------------------------------------------------- | ---------------------------------------------------------------------------- |
| Màxima rècord °C (°F)                                                        | 14.5 (58.1)                                                                  | 17.9 (64.2)                                                                  | 23.6 (74.5)                                                                  | 22.7 (72.9)                                                                  | 28.4 (83.1)                                                                  | 32.1 (89.8)                                                                  | 32.2 (90)                                                                    | 35.5 (95.9)                                                                  | 27.3 (81.1)                                                                  | 27.7 (81.9)                                                                  | 18.5 (65.3)                                                                  | 15.5 (59.9)                                                                  | 35.5 (95.9)                                                                  |
| Màxima mitjana °C (°F)                                                       | 7.3 (45.1)                                                                   | 7.8 (46)                                                                     | 10.5 (50.9)                                                                  | 13.0 (55.4)                                                                  | 16.4 (61.5)                                                                  | 19.5 (67.1)                                                                  | 21.9 (71.4)                                                                  | 21.7 (71.1)                                                                  | 18.7 (65.7)                                                                  | 14.3 (57.7)                                                                  | 10.1 (50.2)                                                                  | 7.4 (45.3)                                                                   | 14.1 (57.4)                                                                  |
| Mínima mitjana °C (°F)                                                       | 1.0 (33.8)                                                                   | 1.0 (33.8)                                                                   | 2.6 (36.7)                                                                   | 4.1 (39.4)                                                                   | 6.7 (44.1)                                                                   | 9.9 (49.8)                                                                   | 11.9 (53.4)                                                                  | 11.5 (52.7)                                                                  | 9.6 (49.3)                                                                   | 6.8 (44.2)                                                                   | 3.6 (38.5)                                                                   | 1.3 (34.3)                                                                   | 5.9 (42.6)                                                                   |
| Mínima rècord °C (°F)                                                        | −13.3 (8.1)                                                                  | −10.3 (13.5)                                                                 | −9.3 (15.3)                                                                  | −5.4 (22.3)                                                                  | −3.5 (25.7)                                                                  | −0.6 (30.9)                                                                  | 3.2 (37.8)                                                                   | 3.7 (38.7)                                                                   | −1.1 (30)                                                                    | −3.6 (25.5)                                                                  | −7.5 (18.5)                                                                  | −13.5 (7.7)                                                                  | −13.5 (7.7)                                                                  |
| Precipitació mitjana mm (polzades)                                           | 44.4 (1.748)                                                                 | 32.2 (1.268)                                                                 | 37.3 (1.469)                                                                 | 47.2 (1.858)                                                                 | 43.4 (1.709)                                                                 | 63.0 (2.48)                                                                  | 49.5 (1.949)                                                                 | 52.4 (2.063)                                                                 | 52.0 (2.047)                                                                 | 53.8 (2.118)                                                                 | 50.5 (1.988)                                                                 | 48.8 (1.921)                                                                 | 574.5 (22.618)                                                               |
| Mitjana mensual d'hores de sol                                               | 59.1                                                                         | 77.4                                                                         | 108.7                                                                        | 148.0                                                                        | 189.5                                                                        | 174.6                                                                        | 190.6                                                                        | 178.2                                                                        | 135.2                                                                        | 101.5                                                                        | 64.4                                                                         | 50.5                                                                         | 1.477,5                                                                      |
| Font: KNMI , Met Office                                                      |                                                                              |                                                                              |                                                                              |                                                                              |                                                                              |                                                                              |                                                                              |                                                                              |                                                                              |                                                                              |                                                                              |                                                                              |                                                                              |

## Economia

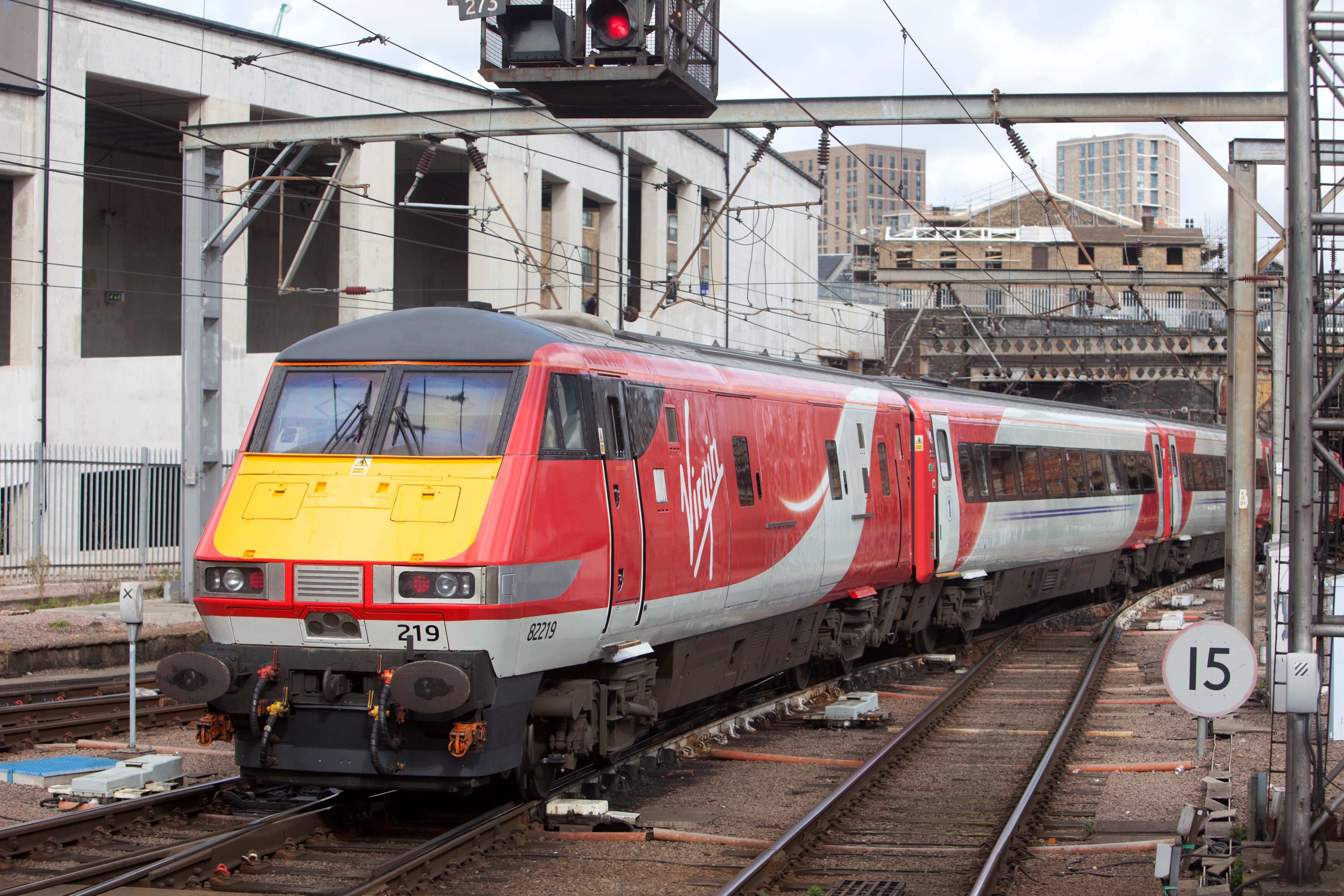
Tren de passatgers de la línia de la costa est, que enllaça amb el continent.

Doncaster es va iniciar en el sector industrial al segle xix. A causa de la bona situació en la xarxa de comunicacions —la línia de ferrocarril de la costa est, l'autovia A1(M), que va de nord a sud i la carretera A6182 que va cap a l'oest— moltes empreses l'han triat com a lloc de magatzems per a posterior distribució de productes. Una empresa local s'ha especialitzat en el muntatge de mercaderia en vagons de tren que després s'exporten cap a Europa, la Doncaster International Railport.
El 5 de març del 2004 va ser guardonada amb el títol de ciutat justa pels seus comerços de preus assequibles i productes de qualitat.
Alguns llocs de treball que van donar prosperitat a Doncaster ja no existeixen. És el cas de les mines de carbó, la fàbrica de recipients de vidre, la fabrica de caramels tipus butterscotch que elaborava els famosos Mints però que al final es va subhastar per ebay. Des de fa segles es produeix cable d'acer, abans es feia servir per pujar el muntacàrregues de les mines i darrerament es va fer servir en edificis dels jocs olímpics del 2012. Aquí també hi ha tradició en la construcció de màquines de tren; es van fer els models  LNER 4-6-2, Mallard i Flying Scotsman i encara està en actiu l'empresa Wabtec Corporation. Des del 1930 hi ha una empresa dedicada a la construcció de tractors i maquinària agrícola, la International Harvester, que va ser adquirida l'any 2000 per la companyia italiana ARGO SpA. Una altra empresa del mateix sector, McCormick Tractors, que donava feina a molta gent, va tancar el 2006.

## Llocs d'interès

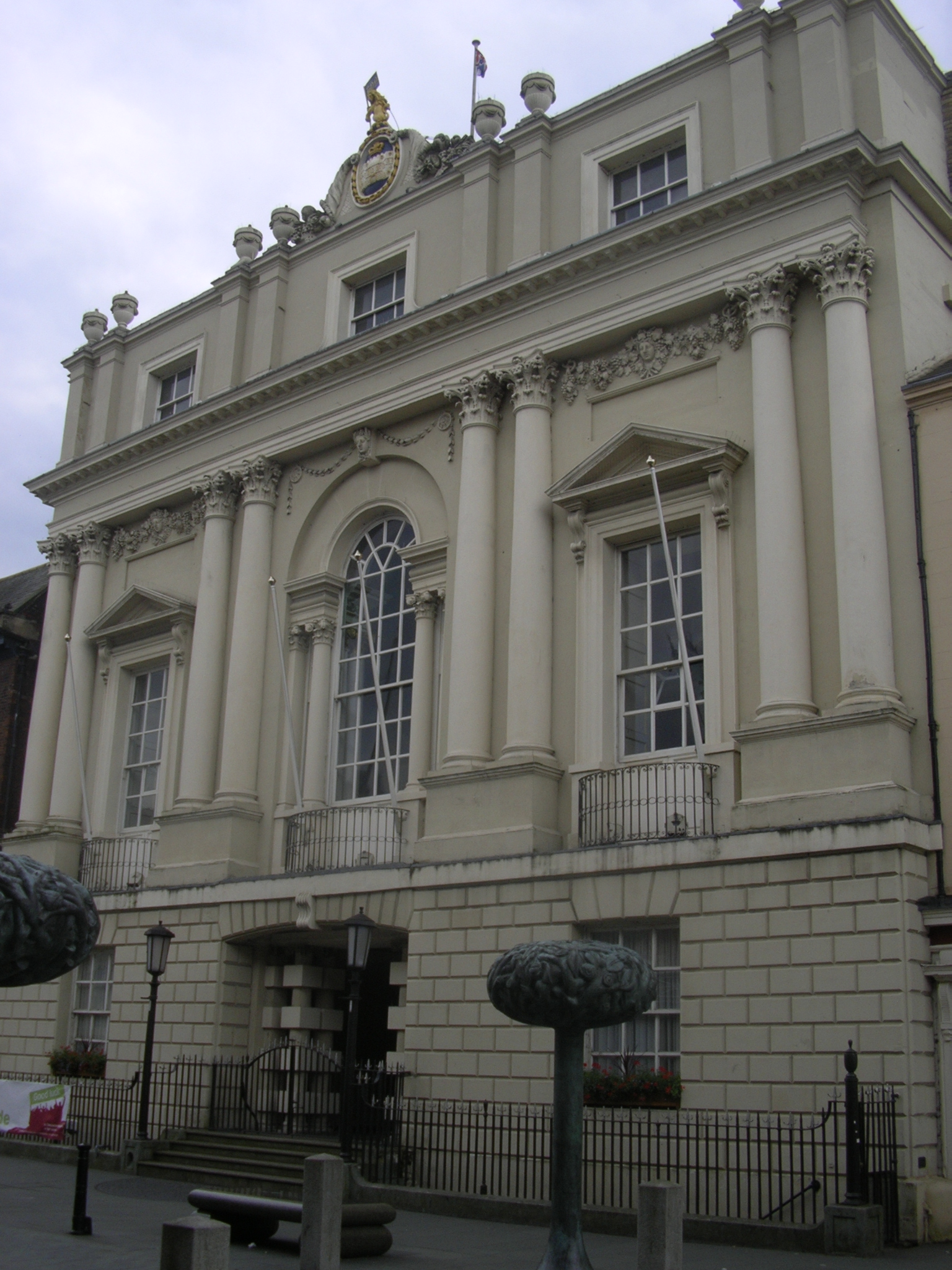
Façana de Mansion House.

- El Doncaster Museum and Art Gallery que va inaugurar el 1964 i és un museu d'art decorativa, història local, arqueologia i historia natural.
- El museu de l'aviació Aeroventure que mostra avions antics.
- El Trolleybus Museum, que presumeix tenir la col·lecció més gran de troleibús de tot Europa.
- El Markham Grange Steam Museum, on es poden veure antigues màquines de vapor.
- Cusworth Hall, una mansió del segle xviii, catalogada en grau I del patrimoni nacional.
- Doncaster Mansion House, també catalogada de grau I, és la seu del Consell Metropolità.

## Agermanaments
Doncaster té relacions d'agermanament amb:
- Avion (França)
- Herten (Alemanya)

## Esports

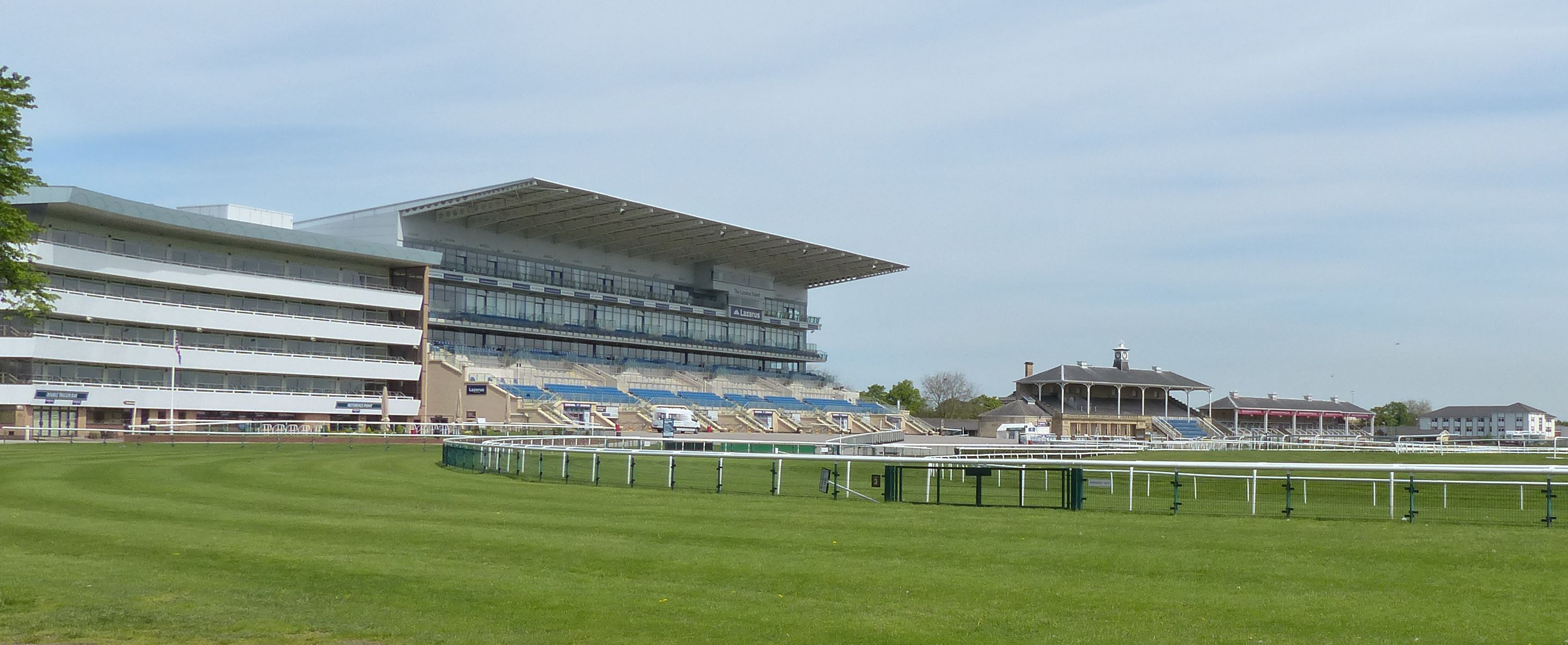
Hipòdrom de Doncaaster.

Al segle xvi Doncaster era un lloc de parada i lloguer de diligències, això va propiciar la cria de cavalls i poc després va sorgir l'interès per l'hípica. La competició més antiga es va celebrar el 1766, la Gold Cup. L'hipòdrom porta el nom del seu fundador el coronel Anthony St. Leger.
El rugbi té aficionats, hi ha dos clubs: el Doncaster RLFC, fundat el 1951 i el Doncaster Knights Rugby. Hi ha també dos equips de futbol, un masculí el Doncaster Rovers F.C i l'altre femení el Doncaster Rovers Belles.
Un altre esport que es practica és el motociclisme i s'han fet competicions de speedway al Greyhound Stadium.

## Personatges il·lustres
- Louis Tomlinson cantant i compositor del famós grup One Direction.
- YungBlud és un músic de rock alternatiu britànic.